# 허지
허지(許遲, ? ~ ?)는 조선전기 헌납, 응교, 사간 등을 역임한 문신이다. 본관은 하양(河陽). 자는 희범(希范). 허귀룡(許貴龍)의 증손으로, 할아버지는 허척(許倜)이고, 아버지는 경주부윤 허계(許誡)이며, 어머니는 김황(金璜)의 딸이다.

## 생애
생원으로 1504년(연산군 10년) 식년문과에 병과로 급제하고, 중종반정을 거쳐 1508년(중종 3년) 정언에 임명되었다. 이후 1514년까지 사간원·홍문관·사헌부의 수찬·교리·지평·헌납·응교·사간 등 주로 언관직을 두루 역임하면서 직언으로 명성을 얻었다.

사헌부지평으로 재직시 백성들이 억울함을 호소하는 소를 올린 것이 오히려 백성들에게 해를 입히는 결과가 발생함을 알고 이의 시정을 건의하기도 하였다. 1521년(중종 16년) 사헌부의 탄핵을 받아 추고되었다가 1524년 진주목사에 임명되었으나 중병을 얻어 임무수행을 못하였다.

허지의 아내가 투기가 심하고 패역하다 하여 다른 신하들이 이혼하게 하기를 청하였고, 급기야는 그의 이웃들로부터 정상을 추고하여 부인이 의금부에서 형을 받기도 하였다.